# 佩列布羅德 (薩爾內區)
佩列布羅德（羅馬化：Perebrody）是烏克蘭的村落，位於該國西北部羅夫諾州，由薩爾內區負責管轄，始建於1577年，面積1.72平方公里，海拔高度138米，2001年人口1,523，人口密度每平方公里885.5人。